# Shanti Danda
Shanti Danda, ook Santi Danda of Shantidanda, is een dorpscommissie (Engels: village development committee, afgekort VDC; Nepalees: panchayat) in het oosten van Nepal, gelegen in het district Ilam in de Mechi-zone. Ten tijde van de volkstelling van 2001 had het een inwoneraantal van 5068 personen, verspreid over 988 huishoudens; in 2011 waren er 4923 inwoners, verspreid over 1101 huishoudens.